# Latteringe Gasthuis
Het Latteringegasthuis is een klein gasthuis aan de Visserstraat in Groningen.
Het Latteringegasthuis werd gesticht in 1636 door Willemien Latteringe. Het was bedoeld voor oude, katholieke vrouwen, en was toen gevestigd aan De Laan. In 1857 verhuisde het gasthuis naar de Visserstraat. Later werden nog een aantal panden aan de Hoekstraat aan het gasthuis toegevoegd.
In 1969 kwam het gasthuis leeg te staan en werd vervolgens gekraakt. Na verkoop van de panden in 1978 werd het gerestaureerd.
Aduardergasthuis ·
Anna Varvers Convent ·
Armhuiszitten Convent ·
Hofje Ceramstraat ·
Corneliagasthuis ·
Doopsgezind Gasthuis ·
Gerarda Gockingahuis ·
Hesselinkstichting ·
Jacob en Annagasthuis · 
Juffer Margarethagasthuis ·
Juffer Tette Alberdagasthuis ·
Jan Luitjensgasthuis ·
Mepschengasthuis ·
Middengasthuis (Kleine Rozenstraat) ·
Middengasthuis (Grote Leliestraat) ·
Latteringe Gasthuis ·
Pelstergasthuis ·
Pepergasthuis ·
Pieternellagasthuis ·
Remonstrants Gasthuis ·
Rustoord ·
Sint Anthonygasthuis ·
Sint Martinusgasthuis ·
Hofje Tellegenstraat ·
Ter Schouw-Van Sanen Stichting ·
Typografengasthuis ·
Ubbenagasthuis ·
Vrouw Fransensgasthuis ·
Vrouw Wilsoors- of Aaffien Olthofsgasthuis ·
Weldadige Stichting Ketelaar-Bos ·
Wytzes- of Schoonbeeksgasthuis ·
Zeylsgasthuis